# 曲贡寺
曲贡寺，位于西藏自治区拉萨市墨竹工卡县扎西岗乡扎西岗村，是一座藏传佛教寺院。

## 简介
曲贡寺位于西藏自治区拉萨市墨竹工卡县扎西岗乡扎西岗村。为藏传佛教寺院。
2012年，该寺的僧人果卓被评为西藏自治区爱国守法先进僧尼。
2013年，“西藏自治区创先争优强基惠民活动驻墨竹工卡县扎西岗村工作队”（拉萨市工商局派驻）以“送温暖、促和谐”为主题，帮扶慰问扎西岗村贫困群众、卡加寺及曲贡寺僧尼。